# Andronik Bryennios Komnen
Andronik Bryennios Komnen (gr. Ἀνδρόνικος Βρυέννιος Κομνηνός, ur. ok. 1137, zm. przed 1201/02) – bizantyński arystokrata, w okresie panowania Izaaka II Angelosa pretendent do tronu cesarskiego.

## Życiorys
Był Aleksego Bryenniosa Komnena, wnukiem historyka Nicefora Bryenniosa. Po utracie władzy przez Komnenów w 1185 był gubernatorem Salonik. W okresie 1186–1192 był podejrzewany o przygotowanie zamachu stanu przeciw Izaakowi II Angelosowi. Został pojmany, oślepiony i umieszczony w klasztorze.